# هلودشت
هالیدشت(هلودشت) 
(به گیلکی: هلیۊدشت یا هلی‌دشت یا هلۊدشت) دهکده‌ای زیبا است که در منتهی‌الیه جنوبی دهستان لات لیل و شهرستان املش واقع می‌باشد. فاصله آن با مرکز شهر املش حدود ۳۰ کیلومتر است.